# DJ GBR
Gabriel Henrique Nogueira Goulart Costa (São José dos Campos, 28 de janeiro de 2002) mais conhecido como DJ GBR, é um DJ e produtor musical brasileiro.

## Biografia
Gabriel Henrique Nogueira Goulart Costa nasceu no município de São José dos Campos, no interior do estado de São Paulo. Seu contato com o funk se deu aos onze anos de idade ao lado de seu irmão em sua cidade natal, onde iniciou a realizar uma série de mixagens de funk.
É considerado o criador do estilo rave funk (ou funk rave) que nasce da mistura de elementos do funk com a música eletrônica - gênero muito frequente em baladas e festas universitárias, se consolidando como um dos principais nomes do funk paulista. Sua influência garante uma média de quatro milhões de ouvintes por mês na plataforma de streaming de música sueca Spotify.
Apesar do pioneirismo de GBR no gênero, no ano de 2020, a cantora Anitta ao anunciar seu novo single com Major Lazer e MC Lan, Rave de Favela, escreveu em sua conta no Instagram: "Já pensou em misturar rave com funk? Sexta-feira, eu, Major Lazer e MC Lan vamos mostrar pra vocês como fica." Na ocasião, o DJ rebateu a afirmação de Anitta em sua conta no Twitter:

Pra mim é muito gratificante ver artistas de nome seguindo um ritmo que criei, mas todo mundo sabe que quem fez a mistura fui eu, dois anos atrás [...] Para os fãs da Anitta, jamais quero dizer que ela está errada. Pra mim é muito bom ver isso, nunca imaginei que chegaria a esse ponto um dia. Ela só não teve o reconhecimento de falar quem criou ou quem misturou.... só isso.
Entre suas principais produções estão "Nave espacial", "Quando você se foi chorei", mixagem da música "Sorri, sou rei" de autoria da banda brasileira de reggae Natiruts e "Banho de chuva", mix da música "Ai, ai, ai" de Vanessa da Mata, além da produção de "Liberdade (Quando o Grave Bate Forte)" em parceria com o DJ Alok e MC Don Juan.
No contexto da Pandemia de COVID-19 no Brasil, participou de uma livestream solidária realizada pela prefeitura de Guarujá. Em 2020, recebeu uma indicação ao MTV Millennial Awards 2020, na categoria DJ Lanso a Braba.
No ano de 2021, atuou como produtor da música "Se concentra" de Kevin o Chris. No mesmo ano foi indicado juntamente com Alok e Don Juan ao prêmio de Challenge Hits do Ano pela música "Liberdade".
No dia 27 de janeiro de 2023, um dia antes do seu aniversário de 21 anos, lançou o seu primeiro álbum de estúdio, No Pique do GBR.

## Músicas

### Álbuns
- No Pique do GBR (2023)

### Singles solo
- Rave automativa (2019)
- Romance esquece (2019)
- Rave da putaria (2019)
- Passinho do Bota (c/ MC Lan) (2020)
- Vai de ladinho (2020)
- Pump it (2020)
- Rave no escurinho 2 (2020)
- Rave psicodélica (2020)
- Rave embrazante 1 (2020)
- Rave da sirene (2020)
- Mega rave sem chão (2020)
- FDP gostosa (2020)
- Rave do Among Us (2020)
- Jogando o L 2 (2020)
- Liberdade (Quando o grave bate forte) (c/ Alok, MC Don Juan) (2020)
- Queria gostar menos (c/ MC G15) (2021)
- Se concentra (c/ MC Kevin o Chris) (2021)
- Tô fazendo money (2021)
- Sobe e desce - no pique BBB (MC GW, MC Rodrigo do CN) (2021)

## Prêmios e indicações
| Ano  | Premiação         | Categoria             | Recipiciente(s)                                                      | Resultado | Ref.   |
| ---- | ----------------- | --------------------- | -------------------------------------------------------------------- | --------- | ------ |
| 2020 | MTV MIAW          | DJ Lanso a Braba      | DJ GBR                                                               | Indicado  | [ 15 ] |
| 2021 | Meus Prêmios Nick | Challenge Hits do Ano | Alok, DJ GBR e MC Don Juan – "Liberdade (Quando o Grave Bate Forte)" | Indicado  | [ 16 ] |
| 2021 | TikTok Awards     | Hit do Ano            | Alok, DJ GBR e MC Don Juan – "Liberdade (Quando o Grave Bate Forte)" | Indicado  | [ 17 ] |
| 2021 | MTV MIAW          | Feat. Nacional        | Alok, DJ GBR e MC Don Juan – "Liberdade (Quando o Grave Bate Forte)" | Indicado  | [ 18 ] |